# 南真琴
南 真琴（みなみ まこと、1983年12月5日 - ）は、日本のファッションモデル。159センチメートル。栃木県出身。なにより雑誌『小悪魔ageha』への読者モデルとしての登場から著名。ヘアスタイリストとしても活動。“まこつ”の愛称がある。

## 来歴・人物
3姉妹の末っ子として出生。18歳で上京後、キャバクラ勤務を経て2008年9月から『小悪魔ageha』に登場してきた。
2009年にはKDDIの携帯電話機『T002』のテレビコマーシャルに出演。さらにテレビ東京系のバラエティ番組『遠藤淳』に出演するなどしている。
なお、プリッツコーポレーションに所属するモデル・レースクイーンの南真琴 (1993年生)は、同姓同名であるが全くの別人である。

## 出演

### 雑誌
- 小悪魔ageha（2008年9月 - 、読者モデル）
- men's egg（2010年1月号） 共/りん[12]

### テレビCM
- au 東芝防水携帯 2009夏モデル“T002”（KDDI、2009年）[13]

### その他
書籍
- Gal's Collection（2010年3月5日、men's egg別冊ムック、大洋図書）[14]